# India Hook
India Hook es un lugar designado por el censo ubicado en el Condado de York, en el estado estadounidense de Carolina del Sur. La localidad en el año 2000 tiene una población de 1.614 habitantes en una superficie de 9.2 km², con una densidad poblacional de 224.7 personas por km². 

## Geografía
India Hook se encuentra ubicado en las coordenadas 35°0′52″N 81°2′40″O / 35.01444, -81.04444. Según la Oficina del Censo, el pueblo tiene un área total de 9,2 km² (3,6 mi²), de la cual 7,2 km² (2,8 mi²) es tierra y 2,3 km² (0,9 mi²) (24.52%) es agua.

### Localidades adyacentes
El siguiente diagrama muestra a las localidades en un radio de 12 kilómetros (7,5 mi) de India Hook.

## Demografía
En el 2000 la renta per cápita promedia del hogar era de $54.266, y el ingreso promedio para una familia era de $62.566. El ingreso per cápita para la localidad era de $24.693. En 2000 los hombres tenían un ingreso per cápita de $37.214 contra $24.646 para las mujeres. Alrededor del 7.80% de la población estaba bajo el umbral de pobreza nacional. 